# Juncalillo del Sur
El sitio de interés científico de Juncalillo del Sur es una llanura aluvial situada en el litoral del sudeste de Gran Canaria (Canarias, España). Cubierta de vegetación xerófila, su principal valor natural es el faunístico, puesto que cobija al 33 % de la población de aves esteparias que nidifican en la isla, fundamentalmente el alcaraván (Burhinus oedicnemus distinctus), el pájaro moro o camachuelo (Bucanetes githagineus amantum) y la terrera marismeña (Alaudala rufescens polatzeki).
El sitio de interés científico de Juncalillo del Sur proporciona un lugar de descanso y alimentación a unas treinta especies de aves migratorias y limícolas. También nidifican en él especies catalogadas, como el chorlitejo chico (Charadrius dubius) y el charrán patinegro (Thalasseus sandvicensis).
Entre sus valores etnográficos destacan sus salinas que, además de propiciar la presencia de aves, son las más antiguas de Gran Canaria y las segundas de Canarias. A causa de estos valores se reclasificaron 190 ha de este territorio como sitio de interés científico,
una figura de protección equivalente a la categoría IV de la UICN. La finalidad específica de protección del espacio es el hábitat costero de la avifauna limícola y migradora, así como la especie vegetal Atractylis preauxiana y su hábitat particular, y el paisaje general".

## Historia
En 1986 Juncalillo del Sur fue incluido en el Plan Especial de Protección de los Espacios Naturales (PEPEN) que sirvió de base documental para la elaboración de la legislación posterior. Un año más tarde, en 1987, fue declarado Paraje Natural de Interés Nacional de Juncalillo del Sur por la Ley 12/1987, de 19 de junio, de Declaración de Espacios Naturales de Canarias.
En el año 1994, Juncalillo del Sur fue reclasificado como sitio de interés científico por la Ley 12/1994, de 19 de diciembre, de Espacios Naturales de Canarias.
El paraje pasó a ser de dominio público en 2010, ascendiendo el importe de la expropiación a 10,64 millones de euros, financiados en su mayor parte por la Unión Europea a través de los fondos FEDER.

## Flora
En su conjunto, constituye una gran llanura aluvial, recubierta por materiales más recientes arrastrados por los barrancos de Juan Grande, Tirajana y Balos, donde casi afloran aguas subterráneas, por lo que, frecuentemente, tras lluvias intensas o fuertes marejadas, se forman charcas naturales salobres en las inmediaciones de la Punta de la Caleta. En esta zona, la brusquilla (Suaeda vermiculata) forma un tapiz verdoso, aunque quizás entre la vegetación habría que destacar la presencia del chaparro (Convolvulus caput-medusae), una especie amenazada que vive en unas pocas localidades de Gran Canaria y Fuerteventura. Otras plantas representativas son la uvilla de mar (Tetraena fontanesii) y el saladillo (Atriplex glauca), sin olvidar la presencia testimonial del tarajal (Tamarix canarienis), la palmera (Phoenix canariensis) y una plantación de eucaliptus (Eucalyptus).

## Fauna
El interés científico por el terreno de Juncalillo del Sur radica principalmente en la comunidad de aves. Cuando la marea está baja, las aves limícolas y acuáticas se localizan principalmente en la playa, mientras que en marea alta se distribuyen por las zonas encharcadas, las salinas y el cinturón costero. No obstante, hay que estar atentos porque es frecuente observar ciertas especies buscando alimento o descansando en los llanos superiores.
La zona arbolada y el llano cubierto por la brusquilla son los lugares más adecuados para localizar migrantes terrestres, mientras que entre la línea de costa y el borde de la autopista podremos observar el conjunto de la aves nidificantes.

## Impacto ambiental
Durante los últimos treinta años, el Paraje de Juncalillo del Sur ha estado sometido a múltiples impactos, entre los que destaca el abandono de escombros y basuras, el tránsito de vehículos fuera de pistas, la recolecta de nidos de Alaudala rufescens y la acampada ilegal. Todo ello, a pesar de haber sido declarado como sitio de interés científico (S.I.C.), Reserva de Caza, tener la consideración de Important Bird Area (I.B.A.), Zona de Especial Protección para la Aves (Z.E.P.A.) y, más recientemente, Lugar de Interés Comunitario ES0000112 (L.I.C.). Pese a todas estas figuras de protección -en realidad de declaración-, nunca ha sido gestionado activamente, lo cual ha posibilitado la actual situación de deterioro.
En estos momentos se ciernen nuevas amenazas sobre él, devenidas de las expectativas urbanísticas y turísticas a las que está sometido el litoral de la isla. También destaca el intenso pastoreo que ha afectado de forma seria la flora del lugar.